# Пертольд, Отакар
Отакар Пертольд (21 марта 1884, Яромерж — 3 мая 1965, Прага) — чешский индолог, религиовед и этнолог. Считается основателем религиоведения в Чехословакии. Пертольд был первым профессором религиоведения в Карловом университете, а также членом многих научных обществ и за свою жизнь опубликовал много книг и журнальных статей, связанных прежде всего с восточными религиями.

## Биография
В 1902 году Отакар Пертольд окончил гимназию в Сланах и затем начал изучать в Карловом университете математику, философию и физику. Немного позже он стал изучать восточные языки и религии Индии, побывав во время учёбы в Англии, Франции, Нидерландах и Германии, где посещал лекции профессора Пауля Дойссена. В 1908 году учёный завершил работу «Herbatismus v pedagogické literatuře anglické a americké». В следующем году он впервые отправился в Индию и на Цейлон. С началом Первой мировой войны ушёл на фронт, но уже через год после её окончания получил звание доцента благодаря своей работе «Cejlonská božstva Gará a Girí. Příspěvek k poznání původního náboženství cejlonského». В 1920 году вышел один из важнейших его трудов «Základy všeobecné vědy náboženské». Между 1920 и 1923 годами Пертольд работал в качестве консула в Бомбее. С 1927 года он работал как экстраординарный, а с 1934 года — как ординарный профессор сравнительного религиоведения в Карловом университете. На время Второй мировой войны Пертольд был вынужден прекратить свои исследования. По окончании войны учёный занял пост руководителя кафедры этнологии и истории религий. В 1948 году он примкнул к марксизму-ленинизму.

## Научные взгляды
Пертольд воспринимал религии специфическим способом. В каждой из них он видел три составляющие: рациональную, эмоциональную и культ. Сами религии учёный делил на три ступени:
- первая — возникла из непосредственного контакта человека с природой (анимизм и так далее).
- вторая — возникла из рефлексии человека (христианство, ислам, брахманизм, иудаизм).
- третья — народные религии.

Начало религии Пертольд видел в человеческих представлениях о сверхъестественном. Он отказался не только от теорий Герберта Спенсера и Э. Б. Тайлора о происхождении религии, но и от теории Дж. Дж. Фрэзера, который видел начало религии в магии.
Религиоведение было учёным разделено на две части:
- общее религиоведение — рассматривает религии с общих позиций;
  - предметное — исследует конкретные религии;
  - абстрактное — берёт за основу выводы предметного религиоведения для их последующего обобщения.
- частное религиоведение — занимается проблемами одной религии.